# Sundown (Teksas)
Sundown – miasto w Stanach Zjednoczonych, w stanie Teksas, w hrabstwie Hockley.